# Kosala flavosignata
Kosala flavosignata är en fjärilsart som beskrevs av Moore 1879. Kosala flavosignata ingår i släktet Kosala och familjen ädelspinnare. Inga underarter finns listade i Catalogue of Life.